# 유대성
유대성(1986년 11월 18일 ~ 2018년 8월 27일)은 대한민국의 뮤지컬 배우이다. 2010년 '그녀는 울어요'라는 노래로 처음 데뷔하였고, 학력은 서울종합예술실용학교 뮤지컬과로 재학하였다. 그러나 2018년 8월 27일 강변북로상에서 박해미의 전 남편인 황민의 차량에 음주 운전하게 된 상태로 몰고 가다가 차 안에서 사망하였다. 사망의 원인은 당연히 교통 사고이다.

## 같이 보기
- 황민